# Żydy (Ermland-Mazurië)
Żydy (Duits: Sydden; 1938-1945: Sidden) is een plaats in het Poolse woiwodschap Ermland-Mazurië, in het district Olecki. De plaats maakt deel uit van de landgemeente Kowale Oleckie.